# Subalterno (postcolonialismo)

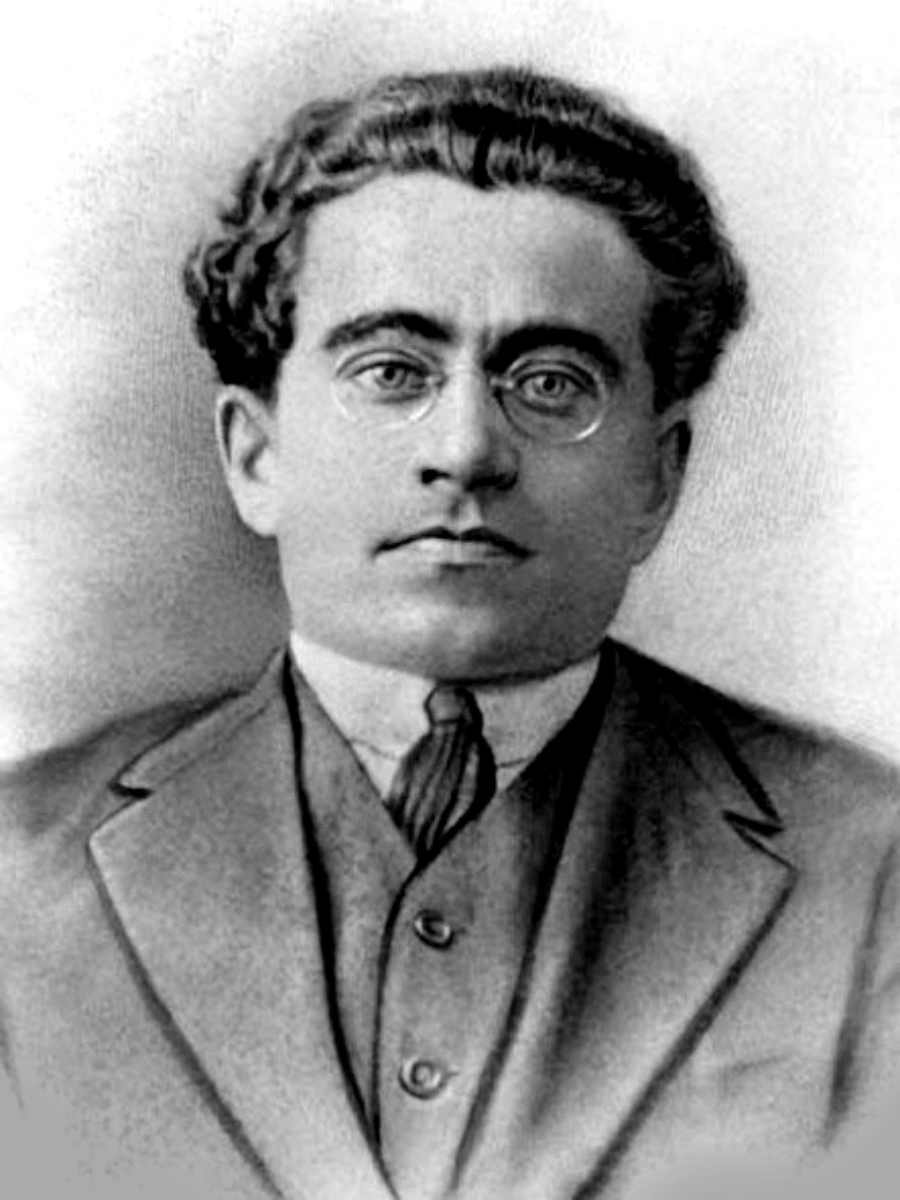
Antonio Gramsci, conciatore del subalterno

Il subalterno nel postcolonialismo è una classe del popolo subordinato, più esteso del proletariato vero e proprio, senza la propria voce, in conseguenza dell’egemonia culturale.  Il termine fu utilizzato dall’intellettuale e filosofo marxista Italiano Antonio Gramsci nei suoi Quaderni del carcere e in particolare nel Quaderno XXV scritto a Formia nel 1934-35.
Per Gramsci i subalterni non possono protestare l’ingiustizia della loro oppressione sociale al potere dominante perché frantumati e divisi, senza voce, soggetti di insorgenze e insubordinazioni spontanee e non organizzate. 
Il concetto di subalterno ha acquisito molti diversi significati nel corso degli anni e gli studiosi non concordano su una e sola univoca definizione.

## L’origine del lemma
Il lemma “subalterno” esiste prima di Antonio Gramsci nel senso militare, per descrivere il grado di “sotto capitano”, ed era diffuso principalmente dopo la prima guerra mondiale.  Però prima di Gramsci, nessuno aveva pensato al subalterno nel modo oggi ripreso in senso sociale e politico dagli studi post-coloniali. Si trovano i «subalterni» nelle opere di Gramsci almeno già dal 1919, quando scrive Il paese di Pulcinella nell’edizione piemontese dell’«Avanti!» il 30 gennaio.  Qui Gramsci usa il termine come rivolta contro lo Stato italiano, definito appunto «lo Stato di Pulcinella», perché Stato di assoluta dissoluzione e irresponsabilità.  La ragione dell’utilizzo di un lemma militare riguardo alle classi sociali può vedersi nel suo articolo su “Lo Stato operaio,” uscito il 18 ottobre 1923, intitolato Il nostro indirizzo sindacale.  In esso scrive Gramsci:
«La classe operaia è come un grande esercito che sia stato privato di colpo di tutti i suoi ufficiali subalterni; in un tale esercito sarebbe impossibile mantenere la disciplina, la compagine, la spirito di lotta, l’unicità di indirizzo colla sola esistenza di uno stato maggiore».

## La teoria del subalterno

### Il subalterno secondo Gramsci
Gramsci scrisse sui subalterni quando fu rinchiuso in carcere in quanto nemico dello stato fascista, con a capo Benito Mussolini.  Egli non fornisce una definizione sistematica ma il suo significato si può evincere dal contesto in cui la parola è usata.  Il suo quaderno XXV, intitolato Ai margini della storia (Storia dei gruppi sociali subalterni), era dedicato esclusivamente a questo argomento ed evoca il passaggio dei subalterni dalla frantumazione all’autonomia, come preludio alla possibilità di una “contesa egemonica”. Il subalterno è descritto così:
«I gruppi subalterni, mancando di autonomia politica, le loro iniziative «difensive» sono costrette da leggi proprie di necessità, più semplici, più limitate e politicamente più compressive che non siano le leggi di necessità storica che dirigono e condizionano le iniziative della classe dominante.  Spesso i gruppi subalterni sono originariamente di altra razza (altra cultura e altra religione) di quelli dominanti e spesso sono un miscuglio di razze diverse, come nel caso degli schiavi. . . . Le classi subalterne, per definizione, non sono unificate e non possono unificarsi finché non possono diventare «Stato»: la loro storia, pertanto, è intrecciata a quella della società civile, è una funzione «disgregata» e discontinua della storia della società civile e, per questo tramite, della storia degli Stati o gruppi di Stati».
Dunque i subalterni mancano dell’autonomia politica, vengono spesso dalle altre razze e non sono unificati. Poiché non sono unificati, non si costituiscono in uno stato unico; per questo, le classi subalterne diventano “invisibili”, e pertanto, sono ai margini della storia. Sono sotto il potere della cultura egemone politicamente, in questo caso della borghesia.  Gramsci fa altri riferimenti al subalterno, dimostrando che i subalterni possono essere persone che sembrano aver autorità ma non ce l’hanno.  Scrive per esempio che la Chiesa cattolica «non è più una potenza ideologica mondiale, ma solo una forza subalterna».  Quindi anche i subalterni possono cambiare la propria posizione.  I subalterni per Gramsci sono schiacciati dall'iniziativa della classe dominante, che li costringe ad una condizione di incapacità.
In un certo senso Gramsci vive in una condizione di subalternità durante la detenzione: non ha accesso alle risorse sufficienti, soffrì molto in uno stato di incapacità e subordinazione. Alcuni studiosi sostengono che Gramsci non ha potuto determinare pienamente il concetto il subalterno perché egli stesso era un subalterno, senza la consapevolezza del suo proprio stato.

### La subalterna secondo Spivak

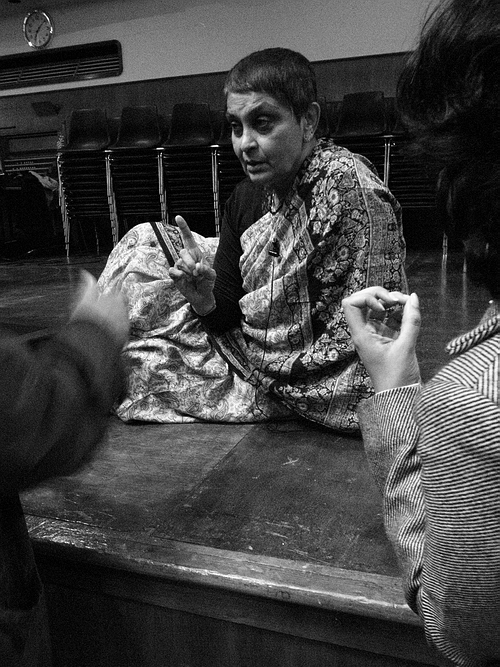
Gyatari Spivak fa un discorso sul subalterno a Goldsmiths College

Dopo Gramsci, il termine «subalterno»  trova particolare diffusione in India, con i Subaltern Studies fondati dallo storico Ranajit Guha nel 1982.  Viene ripreso e sviluppato nel 1985 dalla studiosa postcoloniale Gayatri Chakravorty Spivak in un suo importante saggio intitolato «I subalterni possono parlare?» (Can the Subaltern speak?, pubblicato poi nel 1988).
La sua definizione qui è diversa da quella di Gramsci: per Spivak, il subalterno rappresenta il soggetto privato di ogni possibilità di affermare la propria voce o la propria posizione nel sistema coloniale, ed è più precisamente la subalterna al femminile perché storicamente la maggior parte dei "subalterni" nel senso analizzato da Spivak erano donne, coinvolte in un doppio sistema di oppressione coloniale e di genere. Spivak scrive: «la subalterna in quanto donna non può essere udita né letta». Il subalterno secondo Spivak è simile all’idea coloniale dell'altro, ma non rappresenta semplicemente la popolazione oppressa o le classi sociali inferiori.  Il subalterno spivakiano si riferisce all'«eterogeneità totale dello spazio decolonizzato», ovvero all'identità artificialmente omogenea, remota ed esoticizzata attribuita dall'ex colonizzatore alle comunità ex colonizzate.
Tuttavia, il tentativo stesso di definire il "subalterno" è problematico secondo Spivak, perché comporta l'accettazione del punto di vista coloniale usato per definire l'"altro" (il "Terzo Mondo", il "non occidentale", etc.).  Spivak afferma che tutto ciò che viene scritto sul subalterno è il prodotto di una prospettiva eurocentrica e maschile, considerato che la subalterna per definizione non ha mai ricevuto lo spazio storico per esprimere il proprio punto di vista o affermare la propria voce a livello politico, sociale, e culturale. Nell'analisi di Spivak, il progetto coloniale si appoggia infatti su un ideale di «uomini bianchi che salvano le donne marroni dagli uomini marroni» (white men saving brown women from brown men) strumentalizzato per giustificare l'intervento coloniale.
Per illustrare questo ideale, Spivak usa l’esempio del Sati, una pratica storica diffusa tra alcune vedove indiane che si bruciavano vive sulla pira del marito defunto spinte da pressioni sociali e religiose. Spivak rileva che da un lato, gli occidentali criticano questa pratica perché costituisce un massacro, dall'altro, per gli indiani (maschi) questa pratica rappresenta un atto sacro, mentre la voce o la prospettiva delle donne indiane coinvolte viene completamente ignorata; e in tutto ciò, la pratica del Sati viene strumentalizzata dall'Impero britannico per giustificare l'invasione coloniale come legittimo progetto di civiltà volto a salvare le vedove da tale sacrificio. Questo doppio livello di oppressione - coloniale da un lato, di genere dall'altro - è reso possibile dal fatto che per definizione non si possa mai conoscere davvero il subalterno spivakiano, e che quindi non si possa sentirlo. Anziché venire ascoltato, il subalterno viene spiegato attraverso la parola altrui. I subalterni spivakiani, in sintesi, non possano parlare e rimangono separati a causa delle loro differenze.

## L’influenza delsubalternonegli studi postcoloniali
Dopo Spivak i «subalterni» di nuovo diventavano pertinenti ma anche ambigui e semanticamente problematici. Nonostante studiosi eminenti come Homi Bhaba e Edward Said hanno già affrontato i problemi del discorso dell’altro negli studi postcoloniali, nessuno dei due ha usato il lemma «subalterno».  Infatti molti studiosi non sono d'accordo con Spivak e asseriscono che il subalterno può davvero parlare.  Bruce Robbins risponde espressamente a Spivak, scrivendo che «il critico che accusa altri di parlare per i subalterni … certo sta anche sostenendo di parlare per loro.»  Jill Didur e Teresa Heffernan affermano che il saggio di Spivak è soprattutto motivato da intenti politici .  J. Maggio propone la traduzione invece della rappresentazione per capire il subalterno, perché è un modo in cui il subalterno può essere udito mentre il traduttore è consapevole che il suo nuovo testo comprensibile non è l’originale.  Altri, come Nicoletta Vallorani, sostiene che il postcolonialismo debba essere decolonizzato, così si possono capire meglio le differenze tra i subalterni.  Ali Ahmida scrive che i subalterni possono parlare, il problema è quando.  Alessandro Giardino sostiene che anche Giorgio Bassani scrisse sul subalterno nel Il romanzo di Ferrara, mostrando che il subalterno «è sempre dentro e fuori di sé e che per unirsi a quella differenza che è l’Altro, questa deve essere innanzitutto accettata all’interno di sé.» Ranajit Guha usa il lemma «subalterno» per una serie di libri intitolati «Subaltern Studies» sui contadini indiani.  Il problema principalmente è che non possiamo definire appunto i subalterni e poi, non possiamo capirli.  Il problema non è se il subalterno può parlare, è che nessuno li ascolta.